# IP PBX

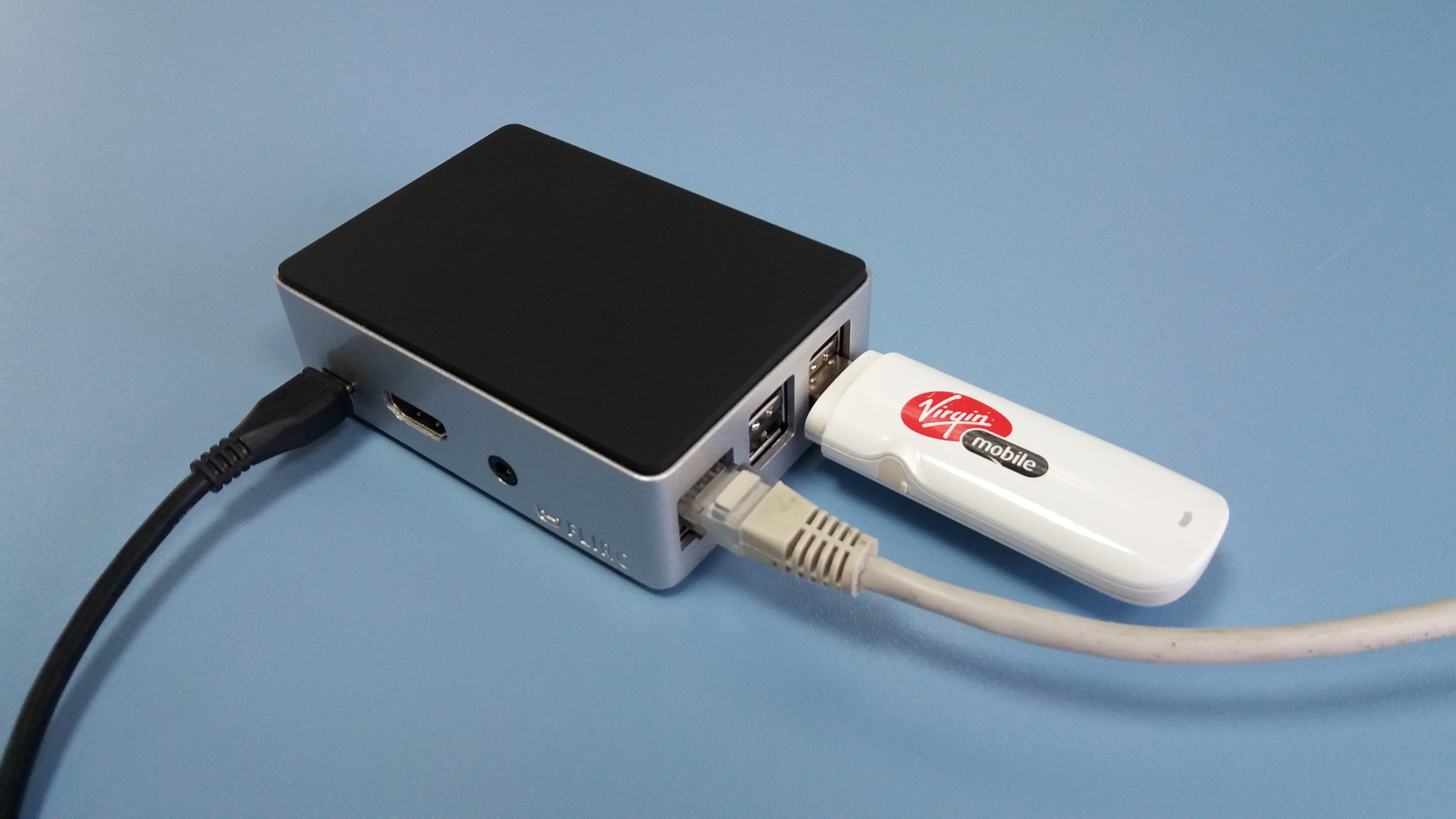
PBX basado en Asterisk en Raspberry PI con módem 3G Huawei E173

Una central IP, IP-PBX, centralita virtual o conmutador virtual, es un equipo de comunicaciones diseñado para ofrecer servicios de comunicación a través de las redes de datos. A esta aplicación se le conoce como voz sobre IP (VoIP), donde IP es la identificación de los dispositivos dentro de la web.
Con los componentes adecuados se puede manejar un número ilimitado de anexos en sitio o remotos vía Internet, añadir vídeo, conectarle troncales digitales o servicios de VoIP (SIP/H.323 trunking) para llamadas internacionales a bajo costo. Los aparatos telefónicos que se usan se les llaman teléfonos IP (SIP, H.323, etc.) y se conectan a la red de datos (LAN o WAN).
La IP-PBX se compone principalmente de un SIP-Server (SIP) o de un Gatekeeper (H.323) más un gateway o puerta de enlace que funciona de nexo entre la tecnología IP y los teléfonos analógicos, faxes, teléfonos digitales, teléfonos inalámbricos DECT, líneas urbanas analógicas, tramas E1/T1, líneas GSM, tramas E&M, etc..
Al migrar a esta tecnología, debemos tomar en consideración que estas aplicaciones generalmente utilizan sistemas operativos como Linux y Windows y además pueden utilizar aplicaciones de las llamadas "Open Source" o código abierto. La apertura de sistemas operativos y software gratuitos han hecho proliferar muchas centrales IP que algunas para abaratar costos utilizan computadores hogareños.